# 111e méridien est
En géographie, le 111e méridien est est le méridien joignant les points de la surface de la Terre dont la longitude est égale à 111° est.

## Géographie

### Dimensions
Comme tous les autres méridiens, la longueur du 111e méridien correspond à une demi-circonférence terrestre, soit 20 003,932 km. Au niveau de l'équateur, il est distant du méridien de Greenwich de 12 356 km,.
Avec le 69e méridien ouest, il forme un grand cercle passant par les pôles géographiques terrestres.

### Régions traversées
En commençant par le pôle Nord et descendant vers le sud au pôle Sud, Le 111e méridien est passe par:
| Coordonnées           | Pays, territoire ou mer  | Notes |
| --------------------- | ------------------------ | --- |
| 90° 00′ N, 111° 00′ E | Océan Arctique           | |
| 79° 23′ N, 111° 00′ E | Mer de Laptev            | |
| 76° 44′ N, 111° 00′ E | Russie                   | Krai de Krasnoïarsk — Péninsule de Taïmyr |
| 74° 32′ N, 111° 00′ E | Golfe de Khatanga        | |
| 73° 55′ N, 111° 00′ E | Russie                   | Krai de Krasnoïarsk — sur environ 14km République de Sakha — sur environ 14km à partir de 73° 49′ N, 111° 00′ E Krai de Krasnoïarsk — sur environ 13km à partir de 73° 40′ N, 111° 00′ E République de Sakha — à partir de 73° 34′ N, 111° 00′ E Krai de Krasnoïarsk — à partir de 72° 34′ N, 111° 00′ E République de Sakha — à partir de 70° 50′ N, 111° 00′ E Oblast d'Irkoutsk — à partir de 59° 14′ N, 111° 00′ E République de Bouriatie — à partir de 56° 52′ N, 111° 00′ E Kraï de Transbaïkalie — à partir de 51° 41′ N, 111° 00′ E                                                    |
| 49° 12′ N, 111° 00′ E | Mongolie                 | |
| 43° 18′ N, 111° 00′ E | Chine                    | Mongolie Intérieure Shaanxi – à partir de 39° 33′ N, 111° 00′ E Shanxi – à partir de 39° 00′ N, 111° 00′ E Henan – à partir de 34° 43′ N, 111° 00′ E Shaanxi – à partir de 33° 29′ N, 111° 00′ E Henan - sur environ 8 km à partir de 33° 16′ N, 111° 00′ E Hubei – à partir de 33° 12′ N, 111° 00′ E, traverse le Barrage des Trois-Gorges (à 30° 49′ N, 111° 00′ E) Hunan – à partir de 30° 01′ N, 111° 00′ E Guangxi – à partir de 26° 19′ N, 111° 00′ E Hunan – à partir de 25° 08′ N, 111° 00′ E Guangxi – à partir de 24° 54′ N, 111° 00′ E Guangdong – à partir de 22° 38′ N, 111° 00′ E |
| 21° 23′ N, 111° 00′ E | Mer de Chine méridionale | |
| 19° 44′ N, 111° 00′ E | Chine                    | Île de Hainan |
| 19° 39′ N, 111° 00′ E | Mer de Chine méridionale | Passe par les Îles Paracels disputées par la Chine et le Vietnam |
| 1° 36′ N, 111° 00′ E  | Malaisie                 | Sarawak – sur l'île de Borneo |
| 1° 01′ N, 111° 00′ E  | Indonésie                | Île de Borneo Kalimantan occidental Kalimantan central |
| 3° 05′ S, 111° 00′ E  | Mer de Java              | |
| 6° 25′ S, 111° 00′ E  | Indonésie                | Île de Java |
| 8° 15′ S, 111° 00′ E  | Océan indien             | |
| 60° 00′ S, 111° 00′ E | Océan Austral            | |
| 66° 02′ S, 111° 00′ E | Antarctique              | Territoire antarctique australien, Territoires revendiqués par l' Australie |